# Набат (продукт)
Набат (новот, новвот, нават, или кинва-шакери) — среднеазиатская и иранская сладость, местная традиционная разновидность леденцового сахара. Нават представляет собой кристаллический сахар в виде крупных кристаллов, который готовят из сахарного сиропа и виноградного сока. Нават может быть разных цветов: от белого до коричневого.
Производимый по традиционной технологии, нават особенно широко распространён в странах Центральной Азии, где его можно легко встретить на местных базарах. Нават обычно подаётся к чаю, и совмещает в себе функции обыкновенного сахара и самостоятельного десерта.
Нават с большой осторожностью нужно употреблять лицам, страдающим сахарным диабетом, а также тем, у кого имеются проблемы с зубами, в частности, кариес. В больших количествах этот сахар, как и любой другой, может отрицательно сказаться на обмене веществ и привести к ожирению.